# Tyskowa
Tyskowa – nieistniejąca wieś w Polsce położona w województwie podkarpackim, w powiecie leskim, w Gminie Solina.
Nieistniejąca wieś leżąca na południowy wschód od Baligrodu, w dolinie między wzniesieniami Durna i Korbania. Lokowana na prawie wołoskim jako "Cziskow" przed 1552 rokiem w dobrach Balów z Hoczwi. Wieś prawa wołoskiego w latach 1551–1600, położona w ziemi sanockiej województwa ruskiego.
W połowie XIX wieku właścicielem posiadłości tabularnej w Tyskowej był Onufry Nowosielski.
W 1921 r. wieś liczyła 34 domy i 199 mieszkańców (178 grek., 16 rzym., 5 mojż.).
Po II wojnie światowej mieszkańców wsi wysiedlono, zabudowania zniszczono. Do czasów współczesnych zachowała się podmurówka drewnianej cerkwi z 1837 roku, obok powojenne nagrobki rodziny Budzińskich. Na przełęczy Hyrcza, przy drodze do Łopienki, znajduje się murowana kapliczka z XVIII wieku (pieczołowicie odrestaurowana), przy której odpoczywali pielgrzymi idący na łopieńskie odpusty.